# Jörg Polte
Jörg Polte (* 27. September 1954) ist ein ehemaliger deutscher Fußballspieler, der von 1973 bis 1978 Zweitligafußball in der DDR bestritt. 

## Sportliche Laufbahn
Bis 1972 spielte Jörg Polte für die Juniorenmannschaft des Berliner FC Dynamo. In den Spielzeiten 1972/73 und 1973/74 bestritt er mit dem BFC II seine ersten beiden Punktspiele in der zweitklassigen DDR-Liga. Hauptsächlich wurde er in dieser Zeit aber in der 3. BFC-Mannschaft in der drittklassigen Ost-Berliner Bezirksliga eingesetzt. Dort machte er sich einen Namen als Torjäger und wurde 1973/74 mit 25 Treffern Torschützenkönig der Bezirksliga.
In der Saison 1974/75 spielte Polte beim FC Rot-Weiß Erfurt in der DDR-Ligamannschaft FC Rot-Weiß II. Dort gelang es dem Torjäger nicht Fuß zu fassen. Trainer Horst Weigang versuchte es mit Polte in vier Ligaspielen in allen drei Systemlinien, ließ ihn aber nie über die ganze Spieldauer auf dem Feld. Unter diesen Umständen kam Polte für Erfurt nicht zu Torerfolgen. 
Nach dem Ende der Hinrunde verließ Polte den FC Rot-Weiß Erfurt und ging zur Armeesportgemeinschaft (ASG) Vorwärts Neubrandenburg, die ebenfalls in der DDR-Liga vertreten war. Nachdem er am 16. Spieltag der Saison 1974/75 bereits ein Spiel für die ASG absolviert hatte, startete er im Sommer 1975 zur erfolgreichsten Ligasaison seiner Laufbahn. 1975/76 gehörte er von Anfang an in der Regel als rechter Stürmer zum Spielerstamm und machte bereits am 3. Spieltag mit einem Hattrick auf seine Angreiferqualitäten aufmerksam. Den drei Toren ließ er im weiteren Verlauf der Saison sieben weitere Treffer folgen, mit denen er am Ende der Spielzeit Torschützenkönig der ASG wurde. Auch in seiner zweiten Neubrandenburger Saison 1976/77 hatte er einen guten Start, am 2. Spieltag schaffte er einen erneuten Hattrick. Nach dem 5. Spieltag, an dem er bereits auf sechs Tore gekommen war, war jedoch die Saison für ihn bereits gelaufen. Seine Position übernahm der Ex-Oberligaspieler Bernhard Zuch. Nachdem Polte am 12. Spieltag noch einen Kurzeinsatz in der DDR-Liga hatte, beendete er danach seine Laufbahn als Leistungsfußballer. In seiner kurzen Karriere in der DDR-Liga spielte er dort 23-mal und schoss in seiner Neubrandenburger Zeit 16. Tore. 